# مقایسه لینوکس و ویندوز
این مقاله به مقایسه گنو/لینوکس و مایکروسافت ویندوز می‌پردازد. گنو/لینوکس آزاد و متن‌باز است و مایکروسافت ویندوز سیستم‌عاملی تجاری و متن بسته محصول شرکت مایکروسافت است.

## نگاهی کلی به رقابت موجود
این دو سیستم‌عامل در اهداف، هزینه، سهم بازار، امنیت و تنوع، به‌کل متفاوت هستند و هریک نقاط ضعف و قوت خاص خود را دارند و با هم در رقابت‌اند. برای نمونه The Register در سال ۲۰۰۲ اظهار داشت بیل گیتس صرفاً برای مبارزه با لینوکس ۴۲۱٬۰۰۰٬۰۰۰ دلار هزینه کرد. از معدود بررسی‌های آکادمیک از دیدگاه علم مدیریت دربارهٔ اینکه کدام یک نهایتاً بر دیگری غلبه پیدا خواهد کرد توسط پنکج گماوات و رامون کاسادسوس-ماسانل در سال ۲۰۰۵ انجام شد. ایشان مزیت اصلی گنو/لینوکس — و اساساً هر نرم‌افزار آزادی — را در این می‌دانند که چون کد منبع در اختیار جامعهٔ کاربری‌است و می‌توانند مستیقماً آن را مطابق میل و نیاز جامعهٔ کاربری این سیستم‌عامل تغییر دهند، چرخهٔ توسعهٔ گنو/لینوکس به‌مراتب کوتاه‌تر است. آن‌ها این ویژگی پروژه‌های نرم‌افزاری آزاد را «demand-side learning» نام‌گذاری می‌کنند و طرفداران نرم‌افزارهای آزاد مدعی‌اند که همین، برای کنار زدن ویندوز کافی‌است. به علاوه مهندسان نرم‌افزار هم می‌گویند معماری نسبتاً بهتر اغلب پروژه‌های نرم‌افزاری آزاد احتمال موفقیت آن‌ها را افزایش می‌دهد. گماوات و کاسادسوس-ماسانل عیب اصلی گنو/لینوکس نسبت به ویندوز را در سهم بازار می‌دانند و می‌گویند ارزش یک سیستم‌عامل تا اندازهٔ زیادی به تعداد کاربران آن نیز بستگی دارد و نتیجهٔ نهایی بالابودن تعداد کاربران یک سیستم‌عامل، بالارفتن ارزش آن است و افزون بر این، هرچه تعداد کاربران بیشتر باشد بازخوردها پیرامون باگ‌ها و قابلیت‌های جدید بیشتر خواهد بود. آن‌ها این دو مزیت را (demand-side learning گنو/لینوکس، و سهم بازار بیشتر ویندوز) عوامل اصلی رقابت در نظر می‌گیرند و با مدل‌سازی اقتصادی، نتایجی می‌گیرند: نتیجهٔ اصلی این که بدون درنظرگیری اختلاف بسیار زیاد در هزینه‌ها، تا زمانی که سهم بازار ویندوز در این حد است، گنو/لینوکس نخواهد توانست آن را کنار بزند و داشتن demand-side learning کافی نخواهد بود؛ (البته تا تاریخ سال ۲۰۱۸ میلادی این اختلاف سهم باعث نگرانی زیادی برای ویندوز شده به گونیی که سعیی بسیار در آزاد و متن باز کردن محصولات خود نموده) اما در حالت‌هایی گنو/لینوکس می‌تواند مایکروسافت را از بازار خارج کند: دولت‌هایی هستند که از گنو/لینوکس حمایت می‌کنند و برای گسترش آن در سازمان‌هایشان متعهد شده‌اند. شرکت‌های بزرگی مانند IBM نیز با هدف کاستن از قدرت مایکروسافت، از گنو/لینوکس حمایت می‌کنند. گماوات و کاسادسوس-ماسانل این‌ها را «خریداران استراتژیک» می‌نامند و می‌گویند در صورت حضور «خریداران استراتژیک» و با داشتن demand-side learning، گنو/لینوکس خواهد توانست ویندوز را شکست دهد  بزرگترین ضعف لینوکس نداشتن شریک تجاری در ساختن رایانه با سیستم عامل لینوکس و کمک مالی است که  به همین دلیل بعضی افراد با استفاده از ماشین مجازی یا VMسیستم عامل لینوکس را تجربه کردند در بخش بازی نیز با اینکه بازی های مشهور معمول برای ویندوز می ایند اما به نظر میاد لینوکس بتواند  خود را به سرعت به ویندوز برساند به دلیل متن باز بودن

## قیمت
قیمت Windows ۷ بدون درنظرگیری نرم‌افزارهای آفیس و جز آن، نزدیک به ۲۰۰ دلار است حال آنکه اکثر توزیع‌های گنو/لینوکس و نرم‌افزارهایش رایگان است پس در این بخش لینوکس با اختلاف زیاد برتری دارد

## سهم بازار

### رایانه‌های شخصی
تشخیص تعداد کاربران این دو سیستم‌عامل روی رایانه‌های شخصی
میسّر نیست؛ چراکه کاربر گنو/لینوکس پس از نصب نیازی به رجیسترکردن ندارد واطلاعاتی از سیستم آن‌ها ثبت نمی‌شود به همین علت آمار رسمی از تعداد کاربران گنو/لینوکس موجود نیست. از طرفی بسیاری از کاربران ویندوز به صورت غیرقانونی از ویندوز استفاده می‌کنند و با این که اطلاعاتی ازها ثبت می‌شود در درست بودن آن یقین نیست و تعداد آن‌ها هم قابل اندازه‌گیری نیست؛ بنابراین آمار تعداد کاربران این دو سیستم‌عامل از روش‌های غیردقیق دیگر تخمین زده می‌شود که البته بسیاری آن‌ها را غیر معتبر می‌دانند.
|                                   | ویندوز                                           | گنو/لینوکس | یادداشت‌ها              |
| --------------------------------- | ------------------------------------------------ | --- | ---------------------- |
| درصد سهم بازار روی رایانه‌های شخصی | ۸۰٫۹۹٪ (w3counter)‏ ۸۶٫۳٪ (W3Schools)‏             | ۱٫۴۹٪ (w3counter)‏ ۵٫۰٪ (W3Schools)‏ | اکتبر ۲۰۱۰ نوامبر ۲۰۱۰ |
| از پیش نصب شده                    | بر روی تعداد زیادی رایانه شخصی از پیش نصب می‌شود. | بر روی تعداد خیلی کمی از رایانه‌های شخصی از پیش نصب می‌شود. از جمله همهٔ رایانه‌های System76، برخی سیستم‌های دل (شرکت)، برخی سیستم‌های HP و برخی از لپتاپ‌های تینک‌پد لنووو. |                        |

### سرورها
آمار و ارقام استفاده از این دو سیستم‌عامل بر روی سرورها با روش‌های گوناگونی قابل تخمین است.
| منبع           | تاریخ      | روش        | یونیکس/شبه یونیکس | یونیکس/شبه یونیکس | یونیکس/شبه یونیکس | یونیکس/شبه یونیکس | مایکروسافت ویندوز | ارجاعات       |
| منبع           | تاریخ      | روش        | همه               | گنو/لینوکس        | بی‌اس‌دی            | سولاریس           | مایکروسافت ویندوز | ارجاعات       |
| -------------- | ---------- | ---------- | ----------------- | ----------------- | ----------------- | ----------------- | ----------------- | ------------- |
| W3Techs        | اوت ۲۰۱۱   | Units (وب) | ۶۳٫۹۰٪            |                   |                   |                   | ۳۶٫۱۰٪            | [ ۱۱ ] [ ۱۲ ] |
| Security Space | ژوئیه ۲۰۰۹ | Units (وب) | ۷۹٫۶۴٪            | >۷۰٫۰۰٪           |                   |                   | ۲۰٫۳۶٪            | [ ۱۳ ] [ ۱۴ ] |

### ابررایانه‌ها
|                    | ویندوز              | گنو/لینوکس                                                            | یادداشت‌ها   |
| ------------------ | ------------------- | --------------------------------------------------------------------- | ----------- |
| ۵۰۰ ابررایانهٔ بزرگ | ۱٫۲٪ (۶تا از ۵۰۰تا) | ۹۱٫۲٪ (۴۵۶تا از ۵۰۰تا). ۱۴تای نخست همگی از گنو/لینوکس استفاده می‌کنند. | نوامبر ۲۰۱۰ |

## امنیت
علاقه مندان سیستم عامل‌های لینوکس ادعا میکنند که لینوکس امن تر از ویندوز است. این ادعا تا حدودی درست است، امااین به خاطر که هسته لینوکس امن تر از ویندوز نیست . بلکه ویندوز بیشتر مستعد حمله است. هکرها دوست دارند به نرم‌افزارهایی که بیشتر مورد استفاده است، حمله کنند. زیرا کاربران کامپیوترهای شخصی، بیشتر از ویندوز استفاده می‌کنند. اما لینوکس به علت اوپن سورس بودن و مشارکت تعداد افراد زیاد رفع  برای رفع اسیب پذیری ها  قابلیت های امنیت قابل قبولی دارد حتی بعضی سیستم عامل های بر پایه لینوکس برای امنیت کاربران سیستم عامل مخصوص امنیت میسازند پس لینوکس برتری متوسط تا زیاد دارد که حتی طرفدار سرسخت ویندوز نیز تا حدی نباید با این ضعف ویندوز چشم پوشی کند اما استفاده کنندگان لینوکس تقریبا نیاز به انتی ویروس نداشت اما در سال2020 -2021 به علت هجوم بدافزار های نیاز به انتی ویروس داره و تقویت امنیت کرنل لینوکس در کرنل 5.12 و 5.13 و احتمالن 5.14 احساس نیاز میشود اما هنوز به خوبی توانسته امنیت  را به خوبی حفظ کند                                       مهم ترین                       ترین فاکتور برای امنیت، زمانی خودش را نشان می‍دهد که نوبت به میزبانی وب شما می‌رسد. مطمئن شوید که شرکت میزبانی شما قابلیت‌های امنیتی بالایی دارد. یک شرکت هاستینگ خوب، تمام تلاشش را می‌کند تا از وب سایت شما در مقابل حمله هکرها محافظت کند.  

## واسط کاربر
|               | ویندوز | گنو/لینوکس |
| ------------- | --- | --- |
| واسط گرافیکی  | The Windows Shell. The window manager is the Desktop Window Manager on Windows Vista, and a مدیر پنجره پشته‌ای built on top of GDI in older versions. The desktop environment may be modified by a variety of third party products such as WindowBlinds; or completely replaced, for example by Blackbox for Windows, or LiteStep. With ویندوز سرور ۲۰۰۸ and later server releases, there is also the option of running "Server Core" which lacks the standard window manager. The graphics drivers, subsystem, and core widgets are included with all installations, including those used as servers. | چندین میزکار برای گنو/لینوکس موجود است که از میان آن‌ها گنوم و کی‌دی‌ای بیشترین آمار استفاده را دارند. The Wayland display server protocol is being developed to improve graphics performance and move beyond the X Window System (also referred to as "X" or "X11"), with the intention of replacing X as the native display server. |
| واسط خط فرمان | The Command Prompt exists to provide direct communication between the user and the operating system. A .NET-based command line environment called ویندوز پاورشل has been developed. It varies from Unix/Linux shells in that, rather than using byte streams, the PowerShell pipeline is an object pipeline; that is, the data passed between cmdlets are fully typed objects. When data is piped as objects, the elements they encapsulate retain their structure and types across cmdlets, without the need for any serialization or explicit parsing of the stream. سیگوین، Mingw, or MS's own Services for Unix provides a bash terminal for Windows. Posix subsystem is built in but not enabled by default. The Console can execute up to 4 kinds of environments, MSDOS scripts under NT or via Command.com running on NTVDM, NT shell scripts and OS/2 Console Scripts. Windows Script Host is included in Windows 98 and newer versions. | Gnu/Linux is strongly integrated with the system console. The command line can be used to recover the system if the graphics subsystem fails. A large number of Unix shells exist, with the majority being "Bourne shell compatible". The most widely used is GNU Bash. Alternatives include the feature-full پوسته زد as well as shells based on the syntax of other programming languages such as the سی شل and Perl Shell. Many applications can be scripted through the system console. There are many small and specialized utilities available that are designed to work together and integrate with other programs. This is called the toolbox principle. |

ویندوز به دلیل اینکه نسبت به بیشتر سیستم عامل های لینوکس که واسط گرافیکی ندارند واسط گرافیکی دارد اما به بیشتر سیستم عامل لینوکس میتوان بین چند واسط گرافیکی  انتخاب کرد که این در ویندوز محدود تر است پس در این بخش لینوکس با اختلاف متوسط برتری دارد 

## نصب و راه‌اندازی
نصب و راه اندازی ویندوز از ویندوز ۷ به بعد خیلی آسان است بطوری که هر فردی که اطلاعات تخصصی هم نداشته باشد توانایی نصب یک ویندوز ۷ را دارا می‌باشد.
و همین شرایط نیز برای تمامی توزیع‌های خانگی گنو/لینوکس از نسخه‌های تقریباً ابتدایی وجود داشته‌است. (حتی قابلیت نصب اتوماتیک و اجرای زنده) پس در این بخش تقریبا مساوی است

## پایداری
از نظر کارایی گنو/لینوکس با اختلاف زیاد برتر است. معمولاً همهٔ کاربران ویندوز می‌دانند که پس از یک سال یا چندین ماه، ویندوز کند می‌شود و بهترین راه تعویض ویندوز است. در حالی که برخی از گنو/لینوکس‌ها به «لینوکس‌های همیشگی» معروف شدند زیرا کاربرانی که از آنها استفاده کردند، تا زمانی که مششکل سخت‌افزاری برایشان پیش نیامده بود فقط از یک گنو/لینوکس استفاده کرده و آن را عوض نکرده‌اند. سرعت گنو/لینوکس بعد از یک سال با روز اول یکسان است که در بعضی مواقع حتی طرفدار سر سخت ویندوز هم نمیتواند از آن چشم پوشی کند
امروز. مقایسه در این شرایط بسیار سخت شده‌است. حجم بازی‌ها بسیار نزدیک به هم شده و دیگر تفاوتی که قبلاً دیده می‌شد به چشم نمی‌خورد و این مقایسه را باید از روی پلتفرم و API‌های این دو سیستم عامل انجام داد. همان‌طور که می‌دانید OpenGL 3.5 و Mesa درگنو/لینوکس و Dirext12 در ویندوز استقاده می‌شود؛ که در تست‌ها سیستم رنگ در OpenGL بهترین عمل کرد را داشته و با ورود پلتفرم vulkan این شرایط بهتر هم شده‌است. در بهینه‌سازی و پردازش این دو سیستم عامل نیز، گنو/لینوکس روز به روز در حال بهینه شدن است تاجای که تا چند سال گذشته حجم بازی Dota 2 تا ۲٫۵ برابر امروز بود، اما FPS پاینتری نسبت به حال داشت ولی این شرایط برای تمام بازی‌ها قابل اندازه‌گیری نیست همان‌طور
ش است که تعداد بسیار زیادی از بازی‌های سرشناس فقط برای سیستم عامل ماکروسافت ویندوز قابل دسترسی هستند، اما با این حال سیستم مدیرت سخت‌افزار در گنو/لینوکس باز خورد بهتری دارد و این باعث شده آینده درخشانی در انتظار گنو/لینوکس باشد.